# خورشیدگرفتگی ۲۷ فوریه ۲۰۳۶
خورشیدگرفتگی ۲۷ فوریه ۲۰۳۶ (به انگلیسی: Solar eclipse of February 27, 2036) یک خورشیدگرفتگی از نوع خورشیدگرفتگی جزئی است. این خورشیدگرفتگی در تاریخ ۲۷ فوریه ۲۰۳۶ میلادی (‎۸ اسفند ۱۴۱۴ خورشیدی) روی خواهد داد که زمان اوج آن، ساعت ۴:۴۶:۴۹ به‌وقت ساعت هماهنگ جهانی است.